# Leichtathletik-Weltmeisterschaften der Behinderten 1994/Teilnehmer (Österreich)
| stlisierte Goldmedaille | stlisierte Silbermedaille | stlisierte Bronzemedaille |
| ----------------------- | ------------------------- | ------------------------- |
| 6                       | 7                         | 4                         |

Das Österreichische Paralympische Committee (ÖPC) benannte zwei Sportlerinnen und 16 Sportler zur Teilnahme an den Leichtathletik-Weltmeisterschaften der Behinderten 1994, die 17 Medaillen errangen.

## Ergebnisse

### Frauen
| Athletin        | Wettbewerb      | Vorlauf / Vorkampf | Vorlauf / Vorkampf | Halbfinale   | Halbfinale | Finale             | Finale |
| Athletin        | Wettbewerb      | Zeit / Weite       | Rang               | Zeit / Weite | Rang       | Zeit / Weite       | Rang   |
| --------------- | --------------- | ------------------ | ------------------ | ------------ | ---------- | ------------------ | ------ |
| Karin Gambal    | 100 m T44       | –                  | –                  | –            | –          | 15,81 s            |        |
| Andrea Scherney | 100 m T44       | –                  | –                  | –            | –          | 15,56 s            |        |
| Karin Gambal    | 200 m T46       | –                  | –                  | 32,30 s      | 4          | 32,65 s            | 8      |
| Andrea Scherney | 200 m T44       | –                  | –                  | 33,08 s      | 5          | nicht qualifiziert | 9      |
| Andrea Scherney | Weitsprung F44  | –                  | –                  | –            | –          | 3,96 m             |        |
| Karin Gambal    | Weitsprung F44  | –                  | –                  | –            | –          | 3,54 m             |        |
| Andrea Scherney | Kugelstoßen F46 | –                  | –                  | –            | –          | 8,41 m             | 4      |
| Andrea Scherney | Diskuswurf F44  | –                  | –                  | –            | –          | 29,48 m            |        |
| Andrea Scherney | Speerwurf F44   | –                  | –                  | –            | –          | 29,22 m            |        |

### Männer
| Athleten                                                | Wettbewerb                 | Vorlauf / Vorkampf | Vorlauf / Vorkampf | Halbfinale   | Halbfinale | Finale             | Finale   |
| Athleten                                                | Wettbewerb                 | Zeit / Weite       | Rang               | Zeit / Weite | Rang       | Zeit / Weite       | Rang     |
| ------------------------------------------------------- | -------------------------- | ------------------ | ------------------ | ------------ | ---------- | ------------------ | -------- |
| Murat Er                                                | 100 m T35                  | –                  | –                  | 14,15 s      | 2          | 13,80 s            |          |
| Andreas Siegl                                           | 100 m T42                  | –                  | –                  | 16,76 s      | 4          | 16,45 s            | 5        |
| Manfred Hartl                                           | 100 m T44                  | –                  | –                  | 13,63 s      | 4          | nicht qualifiziert | 10       |
| Andreas Kramer                                          | 100 m T44                  | –                  | –                  | 13,73 s      | 6          | nicht qualifiziert | 9        |
| Sven Reiger                                             | 100 m T46                  | –                  | –                  | 12,03 s      | 1          | 11,96 s            | 5        |
| Murat Er                                                | 200 m T35                  | –                  | –                  | 28,89 s      | 1          | 28,14 s            |          |
| Hans Obkircher                                          | 5000 m T11                 | –                  | –                  | –            | –          | 17:28,11 min       | 8        |
| Peter Zsifkovits                                        | 10.000 m T46               | –                  | –                  | –            | –          | 35:32,60 min       |          |
| Harald Roth, Manfred Hartl, Sven Reiger, Andreas Kramer | 4 × 100 m Stab T42-46      | –                  | –                  | –            | –          | 50,62 s            |          |
| Markus Schönhacker                                      | 100 m Rennrollstuhl T53    | –                  | –                  | 15,70 s      | 2          | 15,73 s            | 5        |
| Markus Schönhacker                                      | 200 m Rennrollstuhl T53    | 28,46 s            | 1                  | 27,83 s      | 4          | 28,64 s            | 7        |
| Markus Schönhacker                                      | 400 m Rennrollstuhl T53    | 53,53 s            | 3                  | 54,56 s      | 4          | nicht qualifiziert | 9        |
| Günter Gritsch                                          | 800 m Rennrollstuhl T53    | 1:48,39 s          | 1                  | [ 2 ]        | [ 2 ]      | nicht qualifiziert | ca. 9-25 |
| Christoph Etzlstorfer                                   | 1500 m Rennrollstuhl T51   | –                  | –                  | 4:27,65 min  | 1          | 4:25,41 min        |          |
| Günter Gritsch                                          | 1500 m Rennrollstuhl T53   | 3:29,43 min        | 4                  | 3:22,64 min  | 9          | nicht qualifiziert | 20       |
| Josef Loisinger                                         | 1500 m Rennrollstuhl T53   | 3:19,84 min        | 5                  | 3:24,25 min  | 5          | nicht qualifiziert | 23       |
| Christoph Etzlstorfer                                   | 5000 m Rennrollstuhl T51   | –                  | –                  | –            | –          | 14:43,48 min       |          |
| Josef Loisinger                                         | 5000 m Rennrollstuhl T53   | –                  | –                  | 11:34,83 min | 3          | 11:33,36 min       | 12       |
| Christoph Etzlstorfer                                   | 10.000 m Rennrollstuhl T51 | –                  | –                  | –            | –          | 29:34,17 min       |          |
| Andreas Siegl                                           | Hochsprung F42             | –                  | –                  | –            | –          | 1,75 m             |          |
| Andreas Siegl                                           | Weitsprung F42             | –                  | –                  | –            | –          | 4,26 m             | 4        |
| Manfred Hartl                                           | Weitsprung F44             | –                  | –                  | –            | –          | 5,05 m             | 6        |
| Karl Mayr                                               | Kugelstoßen F11            | –                  | –                  | –            | –          | 13,43 m            |          |
| Johann Fahrngruber                                      | Kugelstoßen F37            | –                  | –                  | –            | –          | 8,91 m             | 4        |
| Karl Mayr                                               | Diskuswurf F11             | –                  | –                  | –            | –          | 35,38 m            | 5        |
| Johann Fahrngruber                                      | Diskuswurf F37             | –                  | –                  | –            | –          | 26,26 m            | 4        |
| Manfred Hartl                                           | Diskuswurf F44             | –                  | –                  | –            | –          | 35,14 m            | 13       |
| Harald Roth                                             | Diskuswurf F46             | –                  | –                  | –            | –          | 37,60 m            |          |
| Johann Seidl                                            | Speerwurf F36              | –                  | –                  | –            | –          | 34,02 m            | 8        |
| Harald Roth                                             | Speerwurf F46              | –                  | –                  | –            | –          | 52,08 m            |          |
| Murat Er                                                | Keulenwurf F35             | –                  | –                  | –            | –          | 39,16 m            | 5        |
| Ernst Bergmann                                          | Kugelstoßen Rollstuhl F53  | –                  | –                  | –            | –          | 6,74 m             | 9        |
| Ernst Bergmann                                          | Diskuswurf Rollstuhl F53   | –                  | –                  | –            | –          | 18,66 m            | 15       |